# چئونماسان
چئونماسان (به لاتین: Cheonmasan) یک کوه در کره جنوبی است. چئونماسان ۸۱۰٫۲ متر بالاتر از سطح دریا واقع شده‌است.